# Antonio Luque López
Antonio Luque López (Màlaga, 15 d'agost de 1941) és un enginyer espanyol, expert en energia solar fotovoltaica, catedràtic d'Electrònica Física en la Universitat Politècnica de Madrid, i fundador, director, i actualment president de l'Institut d'Energia Solar de la mateixa universitat.

## Biografia
Ha estat també director de la Escola Tècnica Superior d'Enginyers de Telecomunicació de la Universitat Politècnica de Madrid (1985-1986). Fundador en 1981 i primer president de l'empresa fabricadora de cèl·lules fotovoltaiques Isofotón de Màlaga i de l'empresa fabricadora de silici de grau solar Centesil.
De la seva tesi doctoral en 1967 "Realització d'un làser de robí i estudi de la forma temporal de sortida" (Premi Extraordinari) resulta el primer làser construït a Espanya, avui conservat en el Museu de la Història de les Telecomunicacions "Joaquín Serna" de la Universitat Politècnica de Madrid. En 1969 funda el Laboratori de Semiconductors de l'ETSI de Telecomunicació que en 1974 produeix el primer circuit integrat que es va realitzar a Espanya, es tractava d'un amplificador diferencial de quatre transistors. Ha dirigit més de 30 tesis doctorals, entre elles les de personalitats rellevants espanyoles de l'enginyeria de sistemes i dispositius fotovoltaics com Gabriel Sala, Eduardo Lorenzo, Juan Carlos Miñano, Gabino Almonesir, Juan Carlos Jimeno, o Antonio Martí.
Entre els guardons que ha rebut destaquen el Premi Nacional d'Investigació Leonardo Torres Quevedo (1987), Premi Alexandre-Edmond Becquerel concedit per la Comissió Europea (1992), Acadèmic de Nombre de la Reial Acadèmia d'Enginyeria (1994), Premis Rei Jaume I a la Protecció del Medi ambient (1999), Premi Nacional d'Investigació Juan de la Cierva de Transferència de Tecnologia (2003), Premi William Cherry a la recerca en energia solar fotovoltaica del IEEE (2006), i Premi Solar World Einstein (2008) lliurat pel fabricant alemany de fotovoltaic Solar World. En 2015 rep la Karl W. Böer Solar Energy Medal el jurat del qual està presidit pel Secretari d'Energia dels EUA L'activitat científica del professor Antonio Luque López ha estat especialment dedicada a la reducció dels costos de l'electricitat solar fotovoltaica. És inventor de la cèl·lula solar bifacial (1976) i la cèl·lula de banda intermèdia (1997). En 1989 publica la primera monografia en anglès sobre concentració fotovoltaica.
És doctor honoris causa per la Universitat de Jaén i la Universitat Carles III de Madrid, en ambdues des de 2005, i per la Universitat de Màlaga des de 2014 pels seus mèrits extraordinaris de caràcter acadèmic, científic i tècnic. És membre d'honor del Institut Físic-Tècnic Ioffe de Sant Petersburg. És membre de les Acadèmies de Rússia i Belarús d'Enginyeria. És membre del Comitè Assessor de l'Institut Hahn-Meitner de Berlín des de 2004, membre del Consell Assessor de l'Institut Nacional d'Energia Solar de França des de 2005, membre del Consell Assessor Científic de CASP (Center for Advanced Solar Photophysics) depenent del Departament d'Energia dels Estats Units des de 2009. Nomenat membre estranger de la Acadèmia de les Ciències de Rússia en 2011. Des de 2013 coordina el projecte de recerca i desenvolupament de cèl·lules de banda intermèdia, de l'Institut Ioffe, comissionat pel govern rus.

## Obra
Ha publicat 163 articles en revistes científiques internacionals, i 269 en congressos internacionals, 2 llibres en espanyol, 5 llibres en anglès (un d'ells recentment traduït al xinès), 21 capítols en llibres en anglès, i és autor de 22 patents. És membre del comitè editorial de quatre revistes científiques internacionals. El seu nombre h ISI és de 28, amb 381 publicacions en ISI, tenint la més citada 815 referències (A. Luque, A. Martí, "Increasing the efficiency of ideal solar cells by photon induced transitions at intermediate levels", Physical Review Letters 78 (26): 5014-5017, 1997)
En 2017 publica la seva primera obra de ficció, una novel·la de batalles navals i espies a la Mediterrània, ambientada al segle xvi, titulada "Tras el Cerco del Peñon"